# Bolibompa
Bolibompa är inramningen för barnprogrammen på tidig kvällstid i Sveriges Television. Programblocket är riktat till små samt mellanstora barn. Bland de barnprogram som visats inom Bolibompa finns Pingu, Babar och Björnes magasin. Namnet Bolibompa tillkom 1999, efter signaturmelodin som då använts i tolv års tid.
Bolibompa har fram till 2008 sänts i SVT1, varefter den flyttades till SVT Barn. Sändningstiden har genom historien ofta varit 18.00–19.00. 2017 började Drakens hotell sändas.
Den 31 december 2022 meddelade SVT att Bolibompa skulle sluta att sändas i linjär TV och att utbudet framöver kommer att satsas på play.

## Historia

### Bakgrund (1987–1999)
Ursprungligen användes inte namnet Bolibompa som titel för programmet. Tablåpunkten kallades fram till slutet av 1990-talet helt enkelt för Barnprogram. Fram till 1987 års stora kanalomläggning på SVT sändes programmen i TV2, och i vinjetten hördes en barnkör och frasen "Barnprogram i TV2". Efter kanalomläggningen byttes denna vinjett ut mot en ny, där ordet "Bolibompa" i olika varianter (se rubriken "Signaturmelodi") var framträdande.
Bolibompasignaturen introducerades den 31 augusti 1987 och vinjettgrafiken den 23 september 1989. Musiken till och själva ordet Bolibompa är skapade av kompositören Lasse Dahlberg; själva ordet bolibompa fanns på av Dahlberg och hans producent Mona Sjöström som ville skapa en barnramsa med både rytmik och inspiration från Afrika. Det var också han och hans barn som hördes i den signatur som användes under de första tolv åren. Dahlberg stod också för den tidigare vinjetten till Barnprogram ("Kom nu rå – vaddå – barnprogram i tevetvå!!"). Vinjetten är gjord av grafikern/animatören Bryan Foster. Den innehöll draken som sedan hängde med i den nya vinjett som byrån Dallas producerade och som startade 1999.
SVT bjöd på flera barnrelaterade nyheter den 31 augusti 1987. Samma dag som Bolibompa hade även Björnes magasin premiär.
Ursprungligen hade inte programmet några särskilda presentatörer – dessa introducerades 1990. Under sommarmånaderna var det fortfarande kanalens ordinarie programpresentatörer som presenterade barnprogram. Bland av de programledare som varit med längst är Johan Anderblad, som varit programledare sedan 1990. Samma år debuterade Anders Lundin i Bolibompa.
Programmet Bolibompa gick från början under samlingsnamnet Barnprogram och visades från klockan 17.30 till 18.00 då Aktuellt började; några år senare bytte programmet tid till 18.15. År 1997 flyttades Aktuellt till SVT2 och Barnprogram flyttades till 18.00.

### 1999–2008

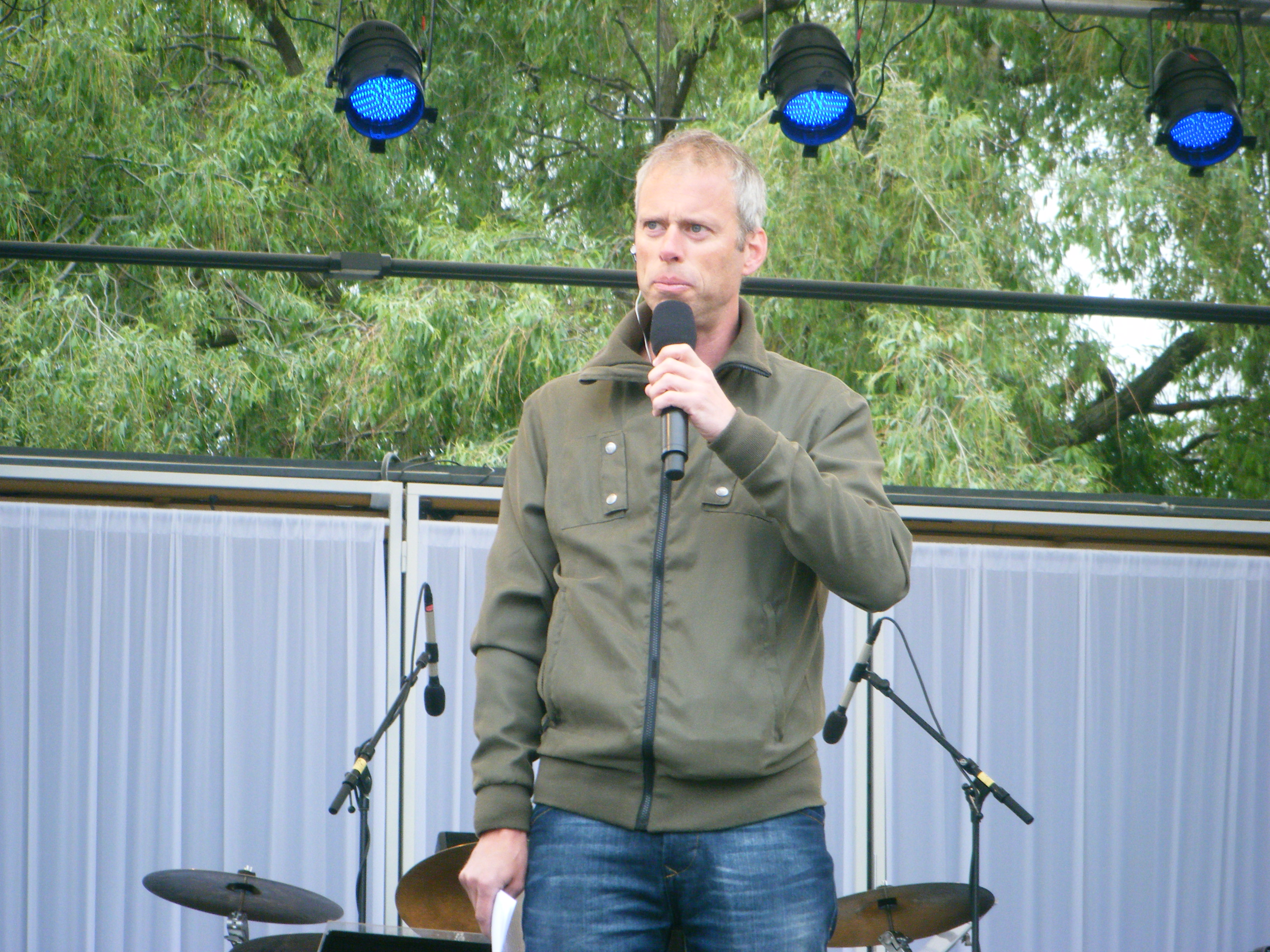
Programledare vid den första direktsändningen 1999 var Fredrik Berling.

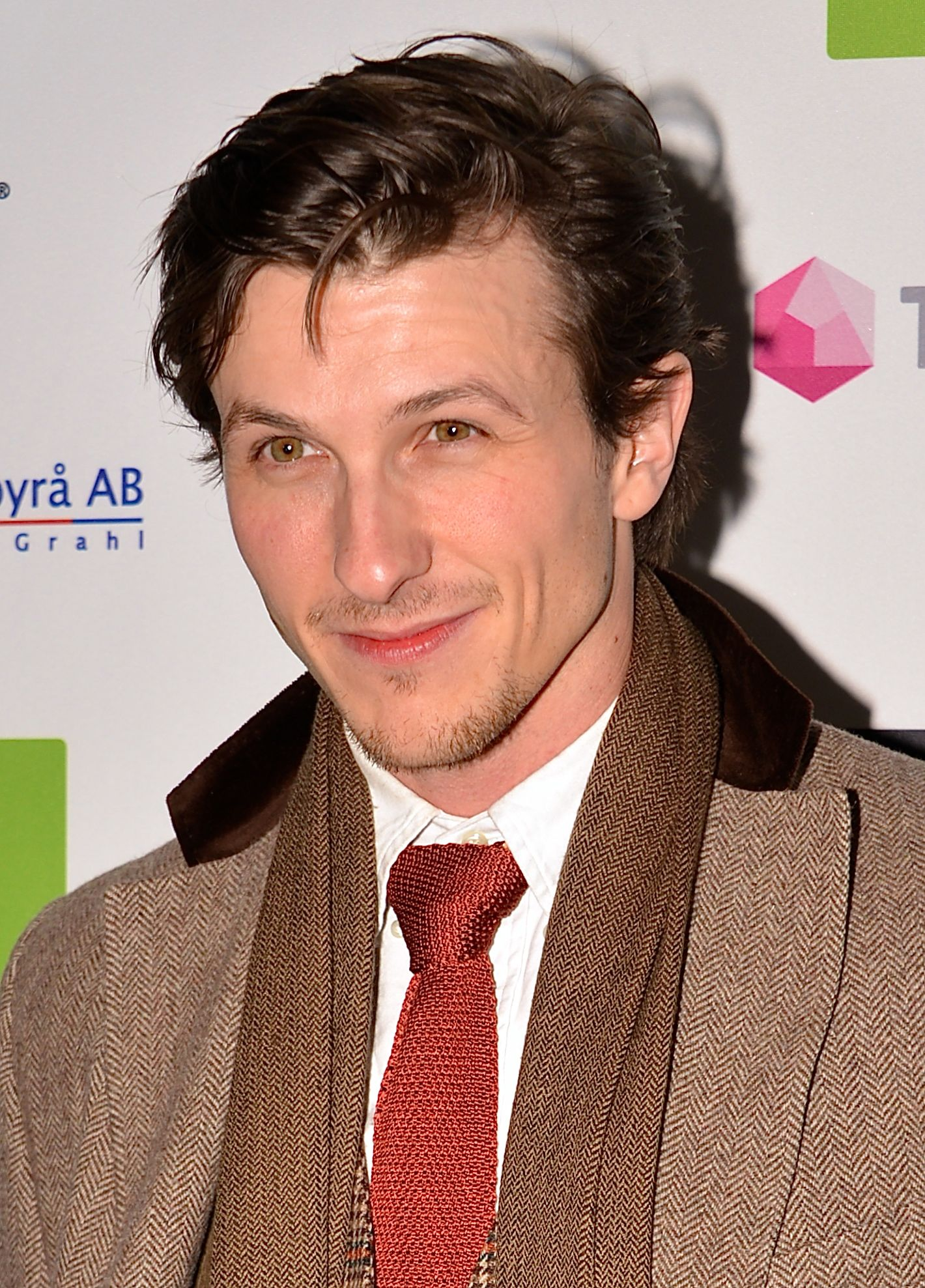
Viktor Åkerblom Nilsson, programledare 2004–05.

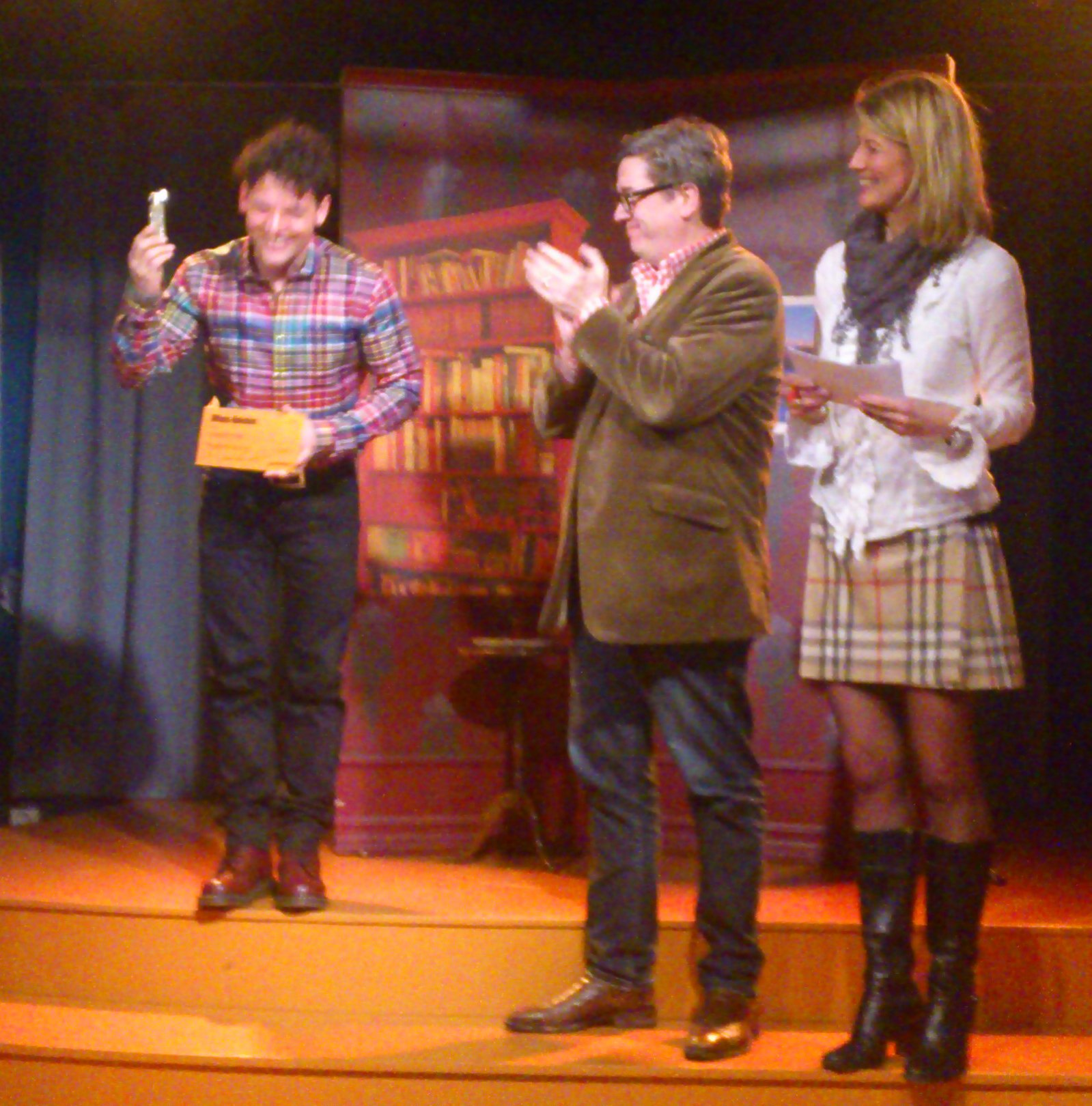
Nassim Al Fakir, tidigare programledare för Bolibompa.

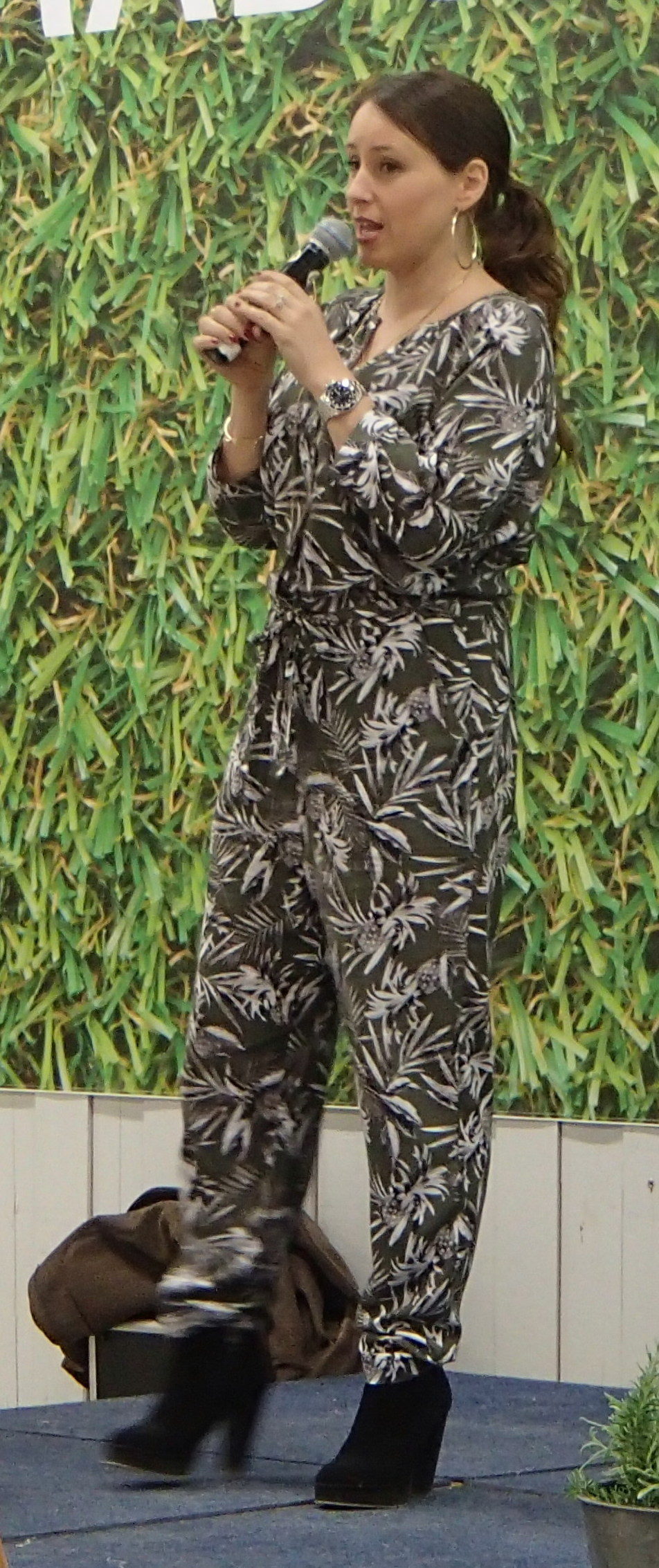
Doreen Månsson, tidigare programledare.

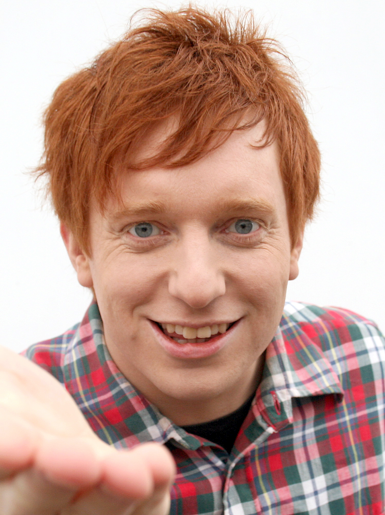
Markus Granseth, programledare sedan 2005.

Namnet Bolibompa har alltid förekommit i programmets signaturmelodi, men det var inte förrän 1999 som Bolibompa användes som namn för programmet. Samtidigt fick barnprogrammen en fast tid klockan 18.00-19.00, och man började direktsända. Fredrik Berling var programledare för den första direktsändningen. Till en början stavades namnet Bollibompa, vilket senare ändrades till det nuvarande.
Hösten 2005 utökades Bolibompas sändningstid till att även omfatta morgonens program i Barnkanalen. Samtidigt flyttade man till en ny och större studio.
Från slutet av 1990-talet hade Bolibompa en fast tid på vardagkvällar mellan klockan 18.00 och 19.00 i SVT1. Sedan den 25 augusti 2008 sänds Bolibompa dock i Barnkanalen (startad 2002).

### 2008–2015
21 maj 2008 gjordes den första direktsändningen på webben. Programledaren Markus Granseth gjorde då en 15 minuter lång sändning som byggde på interaktivitet med tittarna.
Från den 25 augusti 2008 sänder Bolibompas kvällssändning i Barnkanalen klockan 18.00 istället för SVT1. Då en del av tittarna inte har tillgång till kanalen har detta väckt kritik. 2008 flyttade även övriga barnprogram i olika SVT-kanaler över till Barnkanalen.
Under december 2014 ersattes Bolibompa av Alla dagar fram till jul. Där fick tittarna träffa Philomène Grandin (känd från Vintergatan & Philofix) i den stugan Grandin och hennes farfar firat jul varenda år. Men detta år kom hon dit ensam. Alla dagar fram till jul sändes varje dag klockan 07.00-07.40 samt 18.15-19.05.

### 2015–2022
År 2015 ändrade Bolibompa med en ny studio och handling. Handlingen om Bolibompadraken som bor i sitt hus med sina gäster. Morgonavdelning ersattes av det nya Morgonshowen. Under en period sändes även Kvällsshowen på kvällen. Sedan 2015 sänds Bolibompa varje fredag till onsdag mellan 18.00 och 18.30 på SVT Barn.
År 2022 beslöt SVT att inte längre visa Bolibompa i linjär tv och istället fokusera på SVT Play.

### 2023–
Med start den 2 januari 2023 visas Bolibompas uteslutande på SVT Play. 
Bolibompa på SVT Play består av playserier för olika åldrar. 

#### Draken följer med
Draken följer med hjälper barn att bli förberedda och trygga inför nya situationer. Draken följer med är utvecklat  i samarbete med bland annat Habilitering & Hälsa i Region Stockholm för att stödja barn med funktionsnedsättningar, främst autism. I varje avsnitt följer ett barn med när Draken gör saker för första gången. 

#### Baby
Baby är roliga och utvecklande klipp för de allra minsta.

#### Bolibutiken
I Bolibutiken får barnen chans att på ett lekfullt och roligt sätt utforska det kittlande lärandet, och manusen är framtagna i samarbete med förskolepedagoger. 

#### Draken och känslorna
Draken och känslorna är en hjälpsam serie för små barn, där de kan lära sig att identifiera känslor i vanliga vardagssituationer.

## Signaturmelodi

### Första versionen
Texten till den ursprungliga Bolibompa-sången lyder:
Barnprogram! Ja! (Fnitter)
Bolibompa, bolibomp-bomp-a.
Bolibompa, bolibomp-bomp-a.
Bolibompa, bolibomp-bomp-a.
Bolibompa, bolibomp-bomp-a.
Boli-boli-boli-boli-bompa.
– Har du sett …
– Va?! …
– Kanal 1! (Fnitter)
Sångtexten återspeglar i dag tv-historia, från tiden 1987–1996 då SVT 1 kallades Kanal 1.
Samtidigt som sången spelades visades en tecknad filmsekvens med en sprattelgubbe, en speldosa, en pappersdrake, en boll, en grön drake samt Kanal 1:s logotyp. Melodin är skriven av Lasse Dahlberg, som också hade skrivit den tidigare signaturslingan. Den 31 augusti 1987 spelades den klassiska signaturmelodin i TV för första gången och den 23 september 1989 visades för första gången i TV den klassiska vinjettgrafiken.
Den 24 september 1999 byttes vinjetten ut mot en ny. Musiken till denna hade skrivits av Magnus Frykberg och vinjettens grafik gjordes av byrån Dallas Sthlm.

### Andra versionen
Den nya låter på följande sätt:
BOLIBOMPA!
Bolibompa Bolibomp-bompa
Bolibompa Bolibomp-bompa
Bolibompa Bolibomp-bompa
Bolibompa Bolibomp-bompa
Bolibompa
(Musik)
(Bolibompa Bolibomp-bompa)
(Bolibompa Bolibomp-bompa)
Bolibompa!

## Programledare
Bolibompa har genom åren haft ett stort antal olika programledare.
- Årtal inom [klamrar] = senast/tidigast noterade år som programledare
- * = (bland annat) Morgonshowen, som från 12 januari 2015 har detta namn (istället för Bolibompa[12])
- Nina Hjelmkvist (2007[3]–[2015][12])
- Ayla Kabaca ([2003][13]–[2015][12])
- Yankho Kamwendo ([2007][14]–[2015][12])

- Nassim Al Fakir ([2007][4])
- Johan Anderblad (1990–[2014][15])
- Helene Albrektson (1994-1999)
- Mia Barlöv (2007[16]–[2010])
- Fredrik Berling ([2008])
- Björn Carlberg
- Sara Edwardsson[4] (*[12])
- Farzad Farzaneh (*[12])
- Markus Granseth (2005–[17]), *[12])
- Ylva Hällen (2000–2004,[18] senare som inhoppare[19])
- Jonas Leksell[4][20]
- Anita Lindman Lamm
- Anders Lundin[4]
- Julia Messelt ([2009][21]–[2012][22])
- Doreen Månsson (*[12])
- Josefin Nordstierna
- Frida Normark ([2006][13])
- Isabel Reboia (2009–2012[23])
- Sannah Salameh (2013[24]–)
- Henrik Ståhl[4] (1999–2004)
- Fredrik Swahn[25]
- Lovisa Söderberg (2011[26]–)
- Maija Waris[4]
- Stephan Wilson ([2009][27])
- Viktor Åkerblom Nilsson (2004–2005[28])
- Viveca Tolstoy (1996–1997)